# Dorothea Kent
Pour les articles homonymes, voir Kent (homonymie).
Dorothea Kent, née le 21 juin 1916 dans la ville de Saint Joseph dans le Missouri et morte le 10 décembre 1990 dans le quartier d'Hollywood à Los Angeles (Californie), est une actrice américaine. Active de 1936 à 1948, elle  joue dans une quarantaine de films au cours de sa carrière.

## Biographie
Elle naît à Saint Joseph dans le Missouri en 1916. Elle débute au cinéma en 1934 dans le film musical George White's Scandals de George White. En 1935, elle tourne dans sept courts-métrages dont Romance dans le foin (Hayseed Romance) et Héros de la marine (Tars and Stripes) de et avec Buster Keaton.
À partir de 1936, elle obtient de nombreux rôles secondaires dans de nombreuses productions hollywoodiennes de l'époque et ce jusqu'au début de la Seconde Guerre mondiale. En 1936, elle joue notamment le rôle d'une secrétaire distraite aux côtés de George Brent, Jean Arthur et Ruth Donnelly dans la comédie romantique L'École des secrétaires (More Than a Secretary) d'Alfred E. Green. Elle apparaît la même année dans la comédie À New-York tous les deux (The Luckiest Girl in the World) d'Edward Buzzell aux côtés de Jane Wyatt et de l'acteur britannique Louis Hayward et dans le drame romantique Carnival Queen (en) de Nate Watt adapté d'une nouvelle de Richard Wormser. L'année suivante, elle retrouve Buzzell et donne la réplique à Doris Nolan et John Boles dans une autre comédie romantique, J'arrange le fisc (en) (As Good as Married). 
En 1938, Alfred Santell la filme aux côtés de Ginger Rogers, Douglas Fairbanks Jr. et Lucille Ball dans la comédie Vacances payées (Having Wonderful Time). Otis Garrett lui offre l'un des premiers rôles du film policier The Last Express qui est adapté du roman homonyme de Baynard Kendrick. En 1939, elle est à nouveau à l'affiche d'un autre film policier avec Risky Business (en) d'Arthur Lubin.
Dans les années 1940, elle tourne notamment pour Raoul Walsh, Lewis Seiler, Henry Koster, Frank Borzage, Joseph Kane ou Phil Rosen, principalement dans des rôles secondaires et ce dans des comédies et des films d'actions.
En 1946, elle prend part à deux des trois films réalisés par Phil Karlson qui sont consacrés aux aventures du héros de pulp The Shadow créé par Walter B. Gibson et joué ici par Kane Richmond.
En 1947, elle obtient un rôle secondaire dans la comédie musicale C'est arrivé dans la Cinquième Avenue (It Happened on 5th Avenue) de Roy Del Ruth. Elle apparaît une dernière fois au cinéma l'année suivante avec un rôle non créditée dans le film biographique L'Homme le plus aimé de Roy Del Ruth consacré au joueur de baseball Babe Ruth. Elle se retire ensuite.
Elle meurt d'un cancer du sein en 1990 à l'âge de 74 ans dans le quartier d'Hollywood à Los Angeles en Californie. Elle est enterrée au cimetière de la Mission San Fernando dans la même ville.

## Filmographie

### Au cinéma

#### Années 1930
- 1934 : George White's Scandals de George White
- 1935 : Horses' Collars (en) de Clyde Bruckman
- 1935 : The Little Big Top d'Alfred J. Goulding
- 1935 : Romance dans le foin (Hayseed Romance) de Buster Keaton
- 1935 : Héros de la marine (Tars and Stripes) de Buster Keaton et Charles Lamont
- 1935 : It Never Rains d'Alfred J. Goulding
- 1935 : The E-Flat Man de Charles Lamont
- 1935 : Knockout Drops de Charles Lamont
- 1936 : August Weekend de Charles Lamont
- 1936 : À New-York tous les deux (The Luckiest Girl in the World) d'Edward Buzzell
- 1936 : L'École des secrétaires (More Than a Secretary) d'Alfred E. Green
- 1937 : J'arrange le fisc (en) (As Good as Married) d'Edward Buzzell
- 1937 : Carnival Queen (en) de Nate Watt
- 1937 : Some Blondes are Dangerous de Milton Carruth
- 1937 : A Girl with Ideas de S. Sylvan Simon
- 1938 : Goodbye Broadway de Ray McCarey
- 1938 : Young Fugitives de John Rawlins
- 1938 : Vacances payées (Having Wonderful Time) d'Alfred Santell
- 1938 : Youth Takes a Fling d'Archie Mayo
- 1938 : The Last Express d'Otis Garrett
- 1938 : Strange Faces d'Errol Taggart (en)
- 1939 : Risky Business (en) d'Arthur Lubin
- 1939 : Mademoiselle et son flic (She Married a Cop) de Sidney Salkow
- 1939 : Million Dollar Legs de Nick Grinde

#### Années 1940
- 1940 : Une femme dangereuse (They Drive by Night) de Raoul Walsh
- 1940 : Danger Ahead de Ralph Staub
- 1940 : Flight Angels de Lewis Seiler
- 1940 : Cross-Country Romance de Frank Woodruff
- 1940 : No, No, Nanette d'Herbert Wilcox
- 1941 : Ève a commencé (It Started with Eve) d'Henry Koster
- 1942 : Call of the Canyon de Joseph Santley
- 1943 : Le Roi des cow-boys (King of the Cowboys) de Joseph Kane
- 1943 : Le Cabaret des étoiles (Stage Door Canteen) de Frank Borzage
- 1944 : Pin Up Girl de H. Bruce Humberstone
- 1944 : Army Wives de Phil Rosen
- 1944 : Carolina Blues de Leigh Jason
- 1945 : L'Or et les Femmes (Bring on the Girls) de Sidney Lanfield
- 1945 : Ten Cents a Dance de Will Jason
- 1946 : Behind the Mask de Phil Karlson
- 1946 : The Missing Lady de Phil Karlson
- 1947 : C'est arrivé dans la Cinquième Avenue (It Happened on 5th Avenue) de Roy Del Ruth
- 1948 : L'Homme le plus aimé (The Babe Ruth Story) de Roy Del Ruth

## Source
- (en) John T. Soister, Of Gods and Monsters: A Critical Guide to Universal Studios' Science Fiction, Horror and Mystery Films, 1929-1939, Jefferson, McFarland, 2004, 406 p. (ISBN 978-0-7864-2153-4, lire en ligne), p. 382.